# Morbidität
Morbidität (von lat. morbidus „krank“) ist als statistische Größe in der Epidemiologie das Verhältnis der Anzahl der Erkrankten zu derjenigen der gesamten lebenden Bevölkerung und somit die Krankheitshäufigkeit bezogen auf eine bestimmte Bevölkerungsgruppe. Die Morbidität ist ein Überbegriff für die Prävalenz (Anteil der bereits Erkrankten) und die Inzidenz (Rate der Neuerkrankungen innerhalb einer gegebenen Zeitperiode) einer Krankheit. Auf Grundlage der Morbiditätsrate kann die Erkrankungswahrscheinlichkeit geschätzt werden.
In der Praxis wird der Begriff auch oft für die Inzidenz von Komplikationen oder Folgeerkrankungen im Allgemeinen verwendet. Beispiel: „Das endoskopische Verfahren XY weist verglichen mit der offenen Operation eine deutlich geringere Morbidität und Mortalität auf“.

## Abgrenzung zu ähnlichen Begriffen
Als Mortalität bezeichnet man das Verhältnis der Anzahl der Gestorbenen zur Bevölkerung und somit die Sterberate bezogen auf eine Gesamt- oder Teilpopulation; sie ist damit ein Begriff der allgemeinen Todesursachenstatistik und gibt, angewandt auf die Epidemiologie, den Anteil der Population an, der an einer Krankheit stirbt. Die Letalität gibt das Verhältnis der Anzahl der Gestorbenen zu derjenigen der Erkrankten und beschreibt somit die Sterberate unter den Erkrankten. Die Überlebensrate bezeichnet die Überlebenswahrscheinlichkeit nach der Diagnose einer Erkrankung.